# Sobre la historia natural de la destrucción
Sobre la historia natural de la destrucción es un libro de W. G. Sebald. Fue publicado en alemán, por primera vez, en 1999, y editado en español después de la muerte del autor. Su título alemán original es Luftkrieg und Literatur, que significa "Guerra aérea y literatura". Contiene cuatro ensayos dedicados a la manera en que Alemania procesó lo ocurrido durante la Segunda Guerra Mundial. El libro está basado en una conferencia que Sebald dio en Zúrich en 1997, y en sus repercusiones subsiguientes.